# Lakshettipet
Lakshettipet är en ort i Indien.   Den ligger i distriktet Karīmnagar och delstaten Telangana, i den centrala delen av landet, 1 100 km söder om huvudstaden New Delhi. Lakshettipet ligger 141 meter över havet och antalet invånare är 11 162.
Terrängen runt Lakshettipet är huvudsakligen platt. Lakshettipet ligger nere i en dal. Runt Lakshettipet är det tätbefolkat, med 331 invånare per kvadratkilometer. Det finns inga andra samhällen i närheten. Trakten runt Lakshettipet består till största delen av jordbruksmark.